# Lilla Crawford
Pour les articles homonymes, voir Crawford.
Lilla Crawford, née le 23 février 2001 à Los Angeles (Californie), est une actrice américaine connue pour avoir joué le rôle-titre dans la reprise de la comédie musicale Annie à Broadway en 2012 et le Petit Chaperon Rouge dans le film de Disney Into the Woods en 2014.

## Filmographie

### Cinéma
- 2014 : Into the Woods: Promenons-nous dans les bois (Into the Woods) : le Petit Chaperon rouge
- 2015 : Little Miss Perfect : Olivia

### Télévision

#### Séries télévisées
- 2015 : Forever : Zoe Dornis
- 2015 : Blue Bloods : Lily Coleman
- 2017–2018 : Sunny Day : Sunny (13 épisodes)
- 2018 : La série des Qui était... ? : Reine Elizabeth / Wilbur Wright / Susan B Anthony / ...
- 2018 : Full Frontal with Samantha Bee : Joni
- 2021 : Bull : Tiffany
- 2021 : Pink Fizz : Sammy Fizz (voix)
- 2022 : Pretty Little Liars: Original Sin : Sandy (4 épisodes)[1]

#### Téléfilms
- 2018 : Crazy Wonderful : Lola
- À venir : Fairy Tale Forest : Lilli

## Récompenses et distinctions
- Phoenix Film Critics Society Awards 2014 : Meilleure jeune actrice dans Into the Woods : Promenons-nous dans les bois (Into the Woods)